# Nicola Rizzoli
Nicola Rizzoli (ur. 5 października 1971 w Mirandoli) – włoski sędzia piłkarski.
W 2002 r. we Włoszech został sędzią Serie A, a w 2007 r. oficjalnym sędzią UEFA.
W czerwcu 2009 r. trafił do grona elitarnych sędziów FIFA.
7 kwietnia 2010 r. Rizzoli sędziował ćwierćfinał Ligi Mistrzów pomiędzy Manchesterem United i Bayern Monachium.
W maju 2013 Rizzoli został wybrany przez UEFA sędzią głównym na finał Ligi Mistrzów 2013 na Wembley, w którym zagrały Borussia Dortmund i Bayern Monachium.
W styczniu 2014 roku FIFA wybrała Nicola Rizzoliego na jednego z arbitrów, który sędziował mecze w trakcie Mistrzostw Świata w Piłce Nożnej 2014, w tym mecz finałowy.
W styczniu 2015 Rizzoli został wybrany Najlepszym Sędzią Świata 2014 przez Międzynarodową Federację Historyków i Statystyków Futbolu. W grudniu 2015 Rizzoli został wyłoniony jako jeden z osiemnastu arbitrów podczas Mistrzostw Europy w Piłce Nożnej 2016.